# 舞台袖
舞台袖（ぶたいそで）は、大阪府大阪市中央区西心斎橋にあるバーおよびライブスペース。

## 概要
「お笑い芸人を応援」をコンセプトに掲げており、お笑い好きのお客さんが集まって話せる場であると同時に、芸人は無料もしくは投げ銭制で飲食ができるほか、店舗内に舞台がありライブスペースとしても利用することも可能である。バーテンダーには芸人がスタッフとして立つこともある。
オープン以降、ほぼ毎日お笑いライブやイベントが開催されている。ライブの主催は関西で活動するプロ芸人のほか、学生や社会人といった兼業芸人も多い。

## 略歴
2019年6月、オーナーの加藤進之介が大阪市浪速区日本橋の日本橋商店会内にオープン。盛況であったが、ライブスペースという性質もあり騒音問題で近隣店舗との折り合いがつけられず、翌年1月26日に閉店。
2019年12月、現住所である大阪市中央区西心斎橋への移転に伴い、資金を集めるためのクラウドファンディングを実施。翌年1月30日にプロジェクトは終了し、目標資金を達成した。
2020年2月15日、移転オープン。前店舗のキャパシティが25名程度であったのに対し、新店舗では60名程度入れるほど広くなった。
2020年9月より、社会人やと学生をしながら芸人活動をする兼業芸人限定のバトルライブ「二足のわらじ」を開催している。
2021年4月12日、お笑い芸人ユニット「WEST ANTS」を発足（WESTANTSの項を参照）。
2022年5月1日、系列店としてお笑い劇場に特化した「楽屋A」を大阪市西区に開館した。

## WEST ANTS
舞台袖を拠点とするお笑いユニット。大阪のインディーズシーンを盛り上げることを目的として2021年4月12日に発足された。
発起人であるオーナーの加藤は、結成の経緯として、
- 大阪から芸人が減っていく（特に大阪で吉本興業所属以外の芸人は活躍を求めて東京に行ってしまう）状況を防ぎたかった
- 東京に比べて学生芸人や社会人芸人の文化が遅れており、芸人を志す人が発生しにくい状況だった

そこに芸人ユニットのWESTANTSを作り、ライブ活動や東京芸人とのコラボによって
- 吉本以外の芸人の存在の認知向上
- 吉本以外の芸人の目標・指標
- 社会人芸人・学生芸人の人口増加

を目指したとしている。
発足以降は精力的なライブ活動や営業、東京への遠征のほか、2021年11月8日にはABCホールにてK-PROとの合同ライブを行った。
2023年7月、ユニットの解消を発表。加藤はその理由として「（2022年に開館した）「楽屋A」の劇場メンバーがWESTANTS結成の目的を担うようになり、ユニットの役割は果たすことができた」と説明している。

### メンバー
| 名前                 | 加入時の所属    | 加入時の肩書 | 備考 |
| -------------------- | --------------- | ------------ | --- |
| にぼしいわし         | フリー          | プロ         | ユニット解体後の2024年9月より東京進出。 女芸人No.1決定戦 THE W2024優勝。 |
| ボニーボニー         | フリー          | プロ         | |
| 風穴あけるズ         | 松竹芸能        | プロ         | ユニット解体後の2024年2月より東京進出。 |
| 絶対的7%             | 松竹芸能        | プロ         | 2022年に解散。マストの引退に伴い解散後は森田GMのピンで活動。 |
| ブルーウェーブ       | 松竹芸能        | プロ         | |
| ハノーバー           | 松竹芸能        | プロ         | 2022年、ABCお笑いグランプリ決勝進出。 2023年に解散。井口バツ丸の引退に伴い解散後は良元カルビのピンで活動。 |
| トルクレンチガールズ | 無所属          | 社会人芸人   | 2023年に解散、メンバー脱退。 うまこは引退し、力学はユニット解体後の2024年にNSC大阪校47期生として入学。 |
| シンバルモンキー     | フリー→松竹芸能 | プロ         | 加入当初は社会人の兼業芸人であったが、2022年5月より松竹芸能に所属した。 ユニット解体後の2025年、東京進出（ジンリキのみ大阪に拠点を残す2拠点での活動と発表）。                                                                    |
| ガングリオン         | 無所属          | 学生芸人     | 加入当初は複数ユニットを掛け持ちしていたクボ（チームクボ）が加入していたが、のちにガングリオンに一本化した。 ユニット解体後の2025年4月より東京進出、サンミュージックプロダクション所属。 UNDER 25 OWARAI CHAMPIONSHIP 2024優勝。 |
| 骨付きバナナ         | 松竹芸能        | プロ         | 2022年12月30日のライブにて新規加入を発表。 ユニット解体後の2025年に解散。その後、松竹芸能を退所した。こうだいはフリーで活動、うえしはNSC東京校31期生として入学。                                                                 |

## アクセス
- Osaka Metro なんば駅、近鉄大阪難波駅から徒歩5分。
- Osaka Metro 心斎橋駅から徒歩7分。